# Ambrosie Munteanu
Ambrosie Munteanu (născut Vitalie Munteanu, în rusă Амвросий Мунтяну; n. 25 octombrie 1973, Taxobeni, raionul Fălești, RSS Moldovenească, URSS) este un episcop al Bisericii Ortodoxe Ruse, Episcop de Bogorodsk, Vicar al Exarhului Patriarhal din Europa de Vest.

## Biografie
S-a născut în satul Taxobeni, raionul Fălești, RSS Moldovenească (actualmente în același raion, R. Moldova). În 1990 a început să studieze jurnalismul, dar în același an l-a întrerupt și a intrat la seminarul din Chișinău. În 1991 a devenit ascultător la mănăstirea Noul Neamț. Și-a făcut jurămintele perpetue la 8 aprilie 1993. La 2 mai 1994 a fost hirotonit diacon de către episcopul Vichentie Morari, în același an a absolvit seminarul. Din 1994 până în 1999, a predat liturghie, drept bisericesc și asceză la seminar. Din 1995 a fost prorector al acesteia, iar din 1997 până în 1999, de asemenea, inspector. La 28 noiembrie 1996, mitropolitul Chișinăului și al întregii Moldove, Vladimir l-a hirotonit ieromonah. În 1997 a primit titlul de egumen. În 1996 a început studii extramurale la Academia Teologică din Moscova, a obținut diploma în 2004 la Academia spirituală din Kiev.
În anii 1998-2002 a fost rectorul liceului teologic din Edineț și confesorul comunității locale a Surorilor Milostivirii. În 2000 a primit titlul de arhimandrit. Doi ani mai târziu, a devenit superiorul Mănăstirii Frumoasa. În 2007 a absolvit Facultatea de Istorie a Universității Libere Independente din Moldova. În 2011, a obținut doctoratul. În același an, a fost numit superior al Mănăstirii Hîrjauca.
La 27 decembrie 2011, Sfântul Sinod al Bisericii Ortodoxe Ruse l-a numit Episcop de Neftekamsk. Hirotonirea sa episcopală a avut loc la 4 februarie 2012 la Conciliul lui Hristos Mântuitorul de la Moscova.

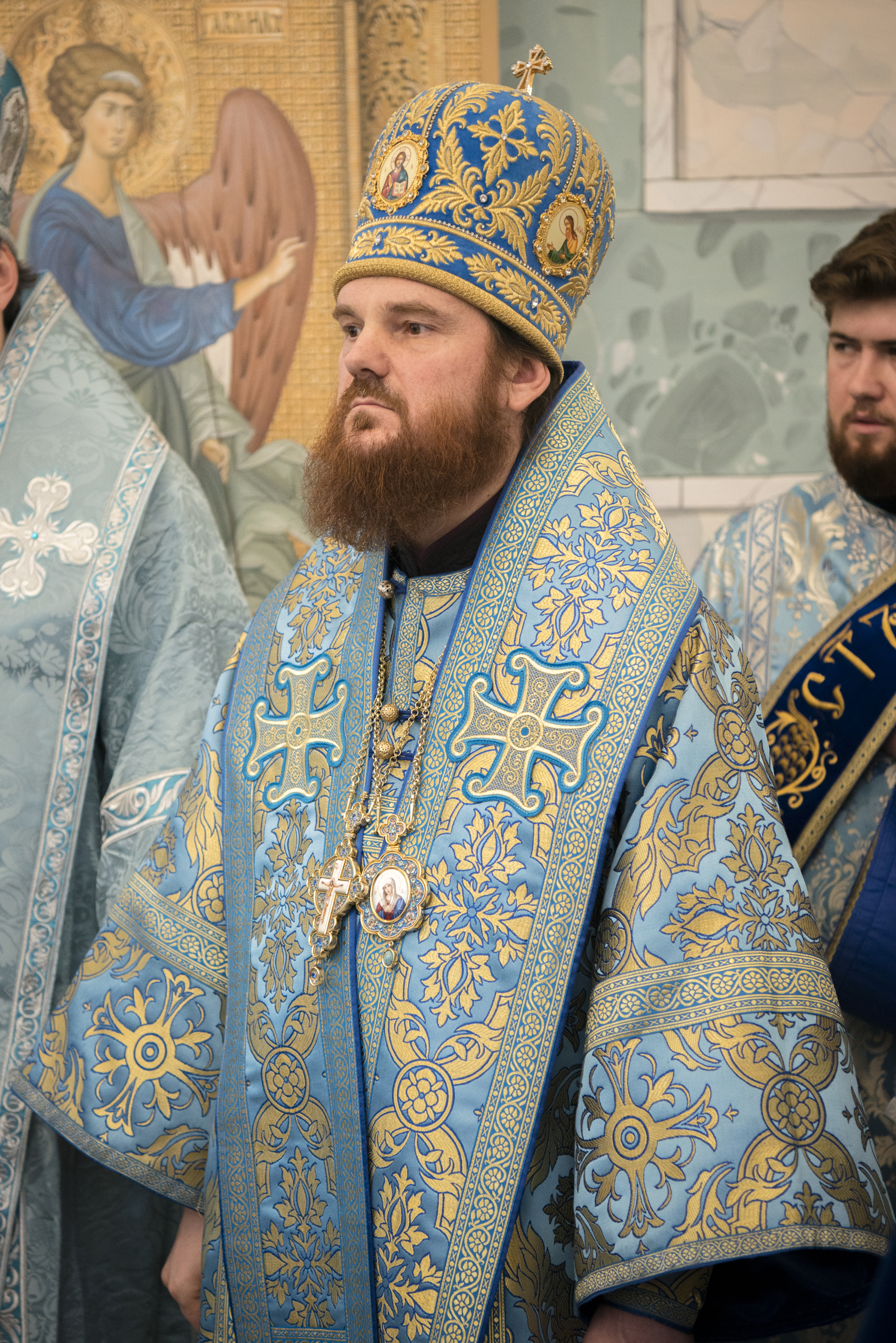

În 2017, în legătură cu crearea Eparhiei din Birsk, a fost numit episcop.
La 30 mai 2019, a fost transferat în Exarcatul Europei de Vest în calitate de vicar al acestuia, cu titlul de episcop de Bogorodsk. Este capelanul moldovenilor ortodocși din Italia.